# Eupithecia orphnata
Eupithecia orphnata là một loài bướm đêm thuộc họ Geometridae. Nó được tìm thấy ở Bắc Âu tới Anatolia.
Sải cánh dài 17–21 mm. Có một lứa một năm con trưởng thành bay từ giữa tháng 6 đến giữa tháng 7.
Ấu trùng ăn rất nhiều các loại thực vật, bao gồm Quercus robur, Rumex crispus, Silene cucubalus v. litoralis, Angelica archangelica v. litoralis, Veronica longifolia, Galium verum, Valeriana officinalis, Chrysanthemum vulgare, Artemisia vulgaris, Artemisia campestris và Sonchus arvensis. Ấu trùng có thể tìm thấy từ tháng 7 đến tháng 8. Nó qua đông trong giai đoạn nhộng.

## Phụ loài
- Eupithecia orphnata orphnata Petersen, 1909
- Eupithecia orphnata ferganata Schutze, 1956 (đồng bằng Tây Siberia và Kazakhstan)